# Zeineb Hazel
Zeineb Hazel, née le 20 mars 1993, est une archère tunisienne.

## Carrière
Zeineb Hazel remporte la médaille de bronze par équipe aux championnats arabes 2021 à Radès.
Elle est médaillée de bronze par équipe mixte avec Mohamed Hammed aux championnats d'Afrique 2022 à Pretoria et médaillée d'argent par équipe aux championnats d'Afrique 2023 à Nabeul.